# Storfjorden (Spitsbergen)
Storfjorden is anders dan de naam doet vermoeden geen fjord maar een zee-engte in het zuiden van de Noorse eilandengroep Spitsbergen. Eerder was het water bekend als Wijbe Jans Water naar een Friese walvisjager.
De naam van het fjord betekent vertaald Groot Fjord.

## Geografie
De zee-engte is noord-zuid georiënteerd. In het noordoosten gaat de engte over in de Freemansont tussen Barentszeiland en Edgeøya en de Heleysont tussen Barentszeiland en het eiland Spitsbergen.
Verder naar het oosten ligt het fjord Tjuvfjorden.